# Oued Dkouk
L'oued Dkouk (arabe : وادي دكوك) est un site naturel situé dans le gouvernorat de Tataouine, au sud-est de la Tunisie, et couvrant une superficie de 5 750 hectares. Il est classé comme une réserve naturelle en 2009 et comme un site Ramsar le 2 février 2012.